# Medalla conmemorativa de Dunkerque
La Medalla de Dunkerque  (Medaille Dunkerque 1940 o Dunkirk Medal) es un a medalla conmemorativa no oficial creada por la ciudad de Dunkerque para conmemorar el defensa de la ciudad y su área circundante durante mayo y junio de 1940. La asignación del premio estuvo dirigida por la Association Nationale des Anciens Combattants de Flandres-Dunkerque 1940, la Asociación Nacional de los Veteranos de Fuerza del Sector Flandres-Dunkerque (y más tarde administrado por el ahora disuelta Asociación de Veteranos de Dunkerque).
Fundado en 1960, el premio era inicialmente otorgado a personal de servicio francés (con aproximadamente 30,000 medallas emitidas). En 1970 fue también otorgada a cualquier miembro aliado implicado en la Operación Dynamo, la evacuación de fuerzas Aliadas del sector Dunkerque entre el 29 mayo y el 3 junio cuyos soldados evacuaron de las playas. Todo británico al servicio de la Marina Real, la Fuerza de Aire Real, la Marina Mercante, y los barcos civiles voluntarios de eran elegibles de recibir dicho premio.

## Descripción
La Medalla de Dunkerque está realizada en bronce y sus medidas son de aproximadamente 44mm en longitud y 36mm ancho. El anverso de la medalla muestra un escudo que tiene las armas de Dunkerque (un pez y en jefe, un león pasante) superpuesto con una ancla y una guirnalda de laurel, coronado con dos espadas. El reverso de la medalla muestra  una lámpara de aceite en llamas sobre una pastilla con la inscripción: DUNKERQUE 1940.
Se emitió un certificado con cada medalla, aunque la medalla en sí no estaba inscrita.
La cinta mide 36mm ancho y tiene por ancho central una raya amarilla con uno ancho y una raya roja delgada a cada lado con dos  barras amarillas más alejadas y dos rayas negras muy delgadas.
La medalla está hecha para ser llevada en el lado derecho del pecho, pero como no está designada como una medalla oficial no necesita ser  puesta con otras medallas oficiales extranjeras y premios.